# Leonid Nikolaevič Andreev
Leonid Nikolaevič Andreev (in russo Леонид Николаевич Андреев?; Orël, 9 agosto 1871 – Nejvola, 12 settembre 1919) è stato uno scrittore e drammaturgo russo.
Attivo negli anni tra la rivoluzione russa del 1905 e quella del 1917, fu il principale esponente dell'espressionismo nella letteratura russa.

## Biografia
Nato nella provincia di Orël, iniziò studiando legge a Mosca e a San Pietroburgo, ma abbandonò la carriera di avvocato per dedicarsi alla scrittura. Per mantenersi divenne corrispondente da stazioni di polizia e tribunali per un quotidiano della capitale; la sua carriera letteraria ebbe inizio dopo che i suoi lavori pubblicati sul giornale Kur'er vennero notati da Maksim Gor'kij.
Andreev scrisse drammi e romanzi ed alcuni di essi furono tradotti anche da Piero Gobetti, suo grandissimo estimatore. Molti suoi lavori furono interpretati con successo da grandi attori, da Ermete Zacconi a Tat'jana Pavlovna Pavlova, dalle sorelle Gramatica a Ruggero Ruggeri, e, più di recente, da Valeria Moriconi ad Enrico Maria Salerno e Glauco Mauri. Tra gli autori russi più prolifici, morì prematuramente per un attacco cardiaco in Finlandia, senza nascondere il proprio dissenso per gli eccessi del bolscevismo.

## Opere
Tra le sue opere ricordiamo Diario di Satana, Lazzaro e L'abisso e altri racconti, Quello che prende gli schiaffi.
In particolare, Diario di Satana racconta come il principe del Male, decidendo di passare nelle vesti di un ricco americano quattro mesi nel mondo terrestre, scopre la fragilità della carne e nello stesso tempo la malvagità del mondo. A volte più malvagio e affascinante della malvagità stessa.